# Litenčice
Litenčice – miasteczko w Czechach, w powiecie Kromieryż, w kraju zlińskim. Według danych z dnia 1 stycznia 2012 liczyło 514 mieszkańców.
Dzieli się na dwie części:
- Litenčice
- Strabenice

Status miasteczka odzyskano w 2007 roku.